# Variety (platenlabel)
Variety was een platenlabel waarop jazzplaten werden uitgebracht. Het werd in 1936 opgericht door de manager van Duke Ellington en uitgever Irving Mills. Om de oprichting van dit label en het label Master te vieren, werd een groot feest met een jamsessie gegeven, waarop bigbandleider Duke Ellington een gelegenheidstrio vormde met Artie Shaw en Chick Webb. Gasten die langskwamen, waren onder meer Benny Goodman, Count Basie en Lester Young. Het label was bedoeld voor nieuw talent en experimentele projecten. Een van de succesvolle grammofoonplaatuitgaven van het label was de eerste opgenomen versie van 'Caravan', uitgevoerd door Barney Bigard and His Jazzopators. De plaat haalde in de zomer van 1937 de twintigste plaats in de Amerikaanse pophitlijsten. Datzelfde jaar nog ging het label ter ziele, onder meer door de stevige concurrentie.